# Каролина (провинция)

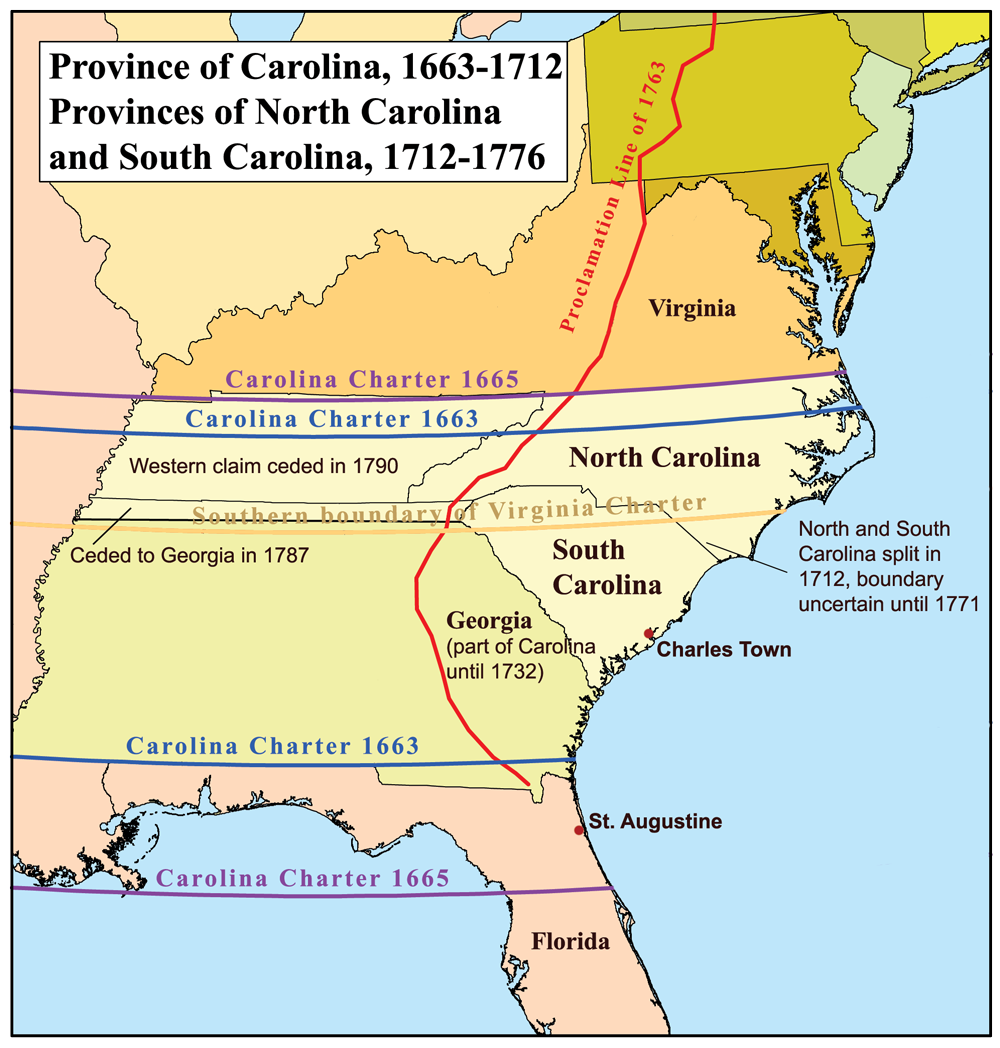
Карта провинции Каролина

Провинция Каролина (англ. Province of Carolina) — колония в Британской Америке, существовавшая с 1663 по 1712 годы и контролировавшаяся Лордами-собственниками — группой из восьми английских дворян, неформально возглавляемой Энтони Эшли-Купером (1-м графом Шефтсбери). Названа в честь английского короля Карла I.
Недовольство управлением колонией привело к назначению в 1691 году вице-губернатора, управлявшего северной частью колонии.
Раздел колонии на Северную и Южную части завершился в 1712 году, но обе колонии оставались в руках одной и той же группы собственников. Восстание против собственников, произошедшее в 1719 году, привело к назначению в южную часть королевского губернатора в 1720 году. После десятка лет, ушедшего у британского правительства на розыск наследников Лордов-собственников и выкуп их долей, в 1729 году обе части стали отдельными королевскими колониями.

## Краткая история
После реставрации монархии в Англии в 1660 году, король Карл II 24 марта 1663 года наградил восьмерых человек за их поддержку в возвращении ему трона. Он даровал этим восьмерым, называемым Лордами-собственниками или просто Собственниками, землю под названием Каролина, названную так в честь его отца — короля Карла I.

### Хартия 1663 года
Хартия 1663 года назвала Собственностью Лордов все земли от южной границы колонии Виргиния, проходившей по 36 градусу северной широты, до 31-го градуса северной широты (вдоль побережья современной Джорджии). В 1665 году хартия была слегка пересмотрена, и северная граница была сдвинута до 36 градусов 30 минут северной широты, чтобы включить лежащие вдоль залива Албемарл земли поселенцев, покинувших колонию Виргиния. Аналогичным образом южная граница колонии была сдвинута до 29-го градуса северной широты, пройдя к югу от современного города Дейтона-Бич в штате Флорида, что явилось результатом включения в состав колонии земель испанского поселения Сан-Агустин. Хартией была дарована вся земля между этими границами от Атлантического океана на востоке до Тихого океана на западе.

### Лорды-собственники
Лордами-собственниками, перечисленными в Хартии, были следующие восемь человек:
- Эдвард Хайд, 1-й граф Кларендон
- Джордж Монк, 1-й герцог Альбемарль
- Вильям Крэйвен, 1-й граф Крэйвен
- Джон Беркли Стрэттонский, 1-й барон Беркли
- Энтони Эшли-Купер (1-й граф Шефтсбери)
- Сэр Джордж Картерет, 1-й баронет
- Сэр Вильям Беркли (брат Джона)
- Сэр Джон Коллетон

Из этих восьмерых наиболее активный интерес к Каролине проявил граф Шефтсбери. С помощью своего секретаря, философа Джона Локка, он набросал «Fundamental Constitutions of Carolina» — план для правительства колонии, пронизанный идеями английского политолога Джеймса Гаррингтона. Некоторые другие лорды-собственники проявляли интерес и к другим колониям: так, Джон Беркли и Джордж Картерет имели доли в провинции Нью-Джерси, а Вильями Беркли интересовался Виргинией.
Лорды-собственники, действовавшие на основе королевской хартии, правили практически независимо от короля. Правительство состояло из губернатора, мощного Совета, где половина членов назначалась самими Лордами-собственниками, и слабой избираемой населением Ассамблеи.
Хотя первой попыткой английской колонизации Каролины была исчезнувшая колония Роанок на одноимённом острове, первое постоянное английское поселение здесь появилось лишь в 1653 году, когда эмигранты из колонии Виргиния, Новой Англии и с Бермудских островов поселились в устьях рек Чован и Роанок, на берегу залива Албемарл.
В 1665 году сэр Джон Емэнс основал второе постоянное поселение (на реке Кейп-Фир, около современного Уилмингтона в штате Северная Каролина), которое назвал Кларедоном.
Другой регион, заселённый благодаря лордам-собственникам в 1670 году, располагался к югу от прочих поселений, в районе современного Чарлстона в штате Южная Каролина. Поселение Чарльз-Таун (англ. Charles-Town , то есть «Город короля Карла») развивалось быстрее поселений Албермарла и Кейп-Фира благодаря преимуществам, предоставляемым естественной гаванью, и быстро развивающейся торговлей с Вест-Индией. План города Чарльз-Тауна был утверждён лордом Шефтсбери для постройки в районе рек Эшли и Купер, названных в его честь.
Южное поселение, ставшее известным как «Чарлстон», было главным местом пребывания правительства всей провинции. Однако из-за большого расстояния южная и северная части колонии управлялись более-менее независимо, пока в 1691 году Филип Ладвелл не был назначен губернатором всей провинции. С этого момента и до 1708 года южные и северные поселения управлялись единым правительством. Север продолжал иметь собственные Ассамблею и Совет; губернатор находился в Чарлстоне и назначал вице-губернатора для северной части. В этот период прижились названия «Северная Каролина» и «Южная Каролина» для северной и южной частей провинции.

### Недовольство
С 1708 по 1710 годы из-за несогласия с попытками установления в провинции англиканской церкви, колонисты не могли согласовать списки официальных лиц, поэтому в течение более чем двух лет отсутствовало признанное легальное правительство. Эти обстоятельства, в сочетании с войной с индейцами тускарора и войной с ямаси, а также неспособностью Лордов-собственников к решительным действиям, привели к разделению правительств Северной и Южной Каролины. 24 января 1712 года  Эдвард Хайд был официально назначен независимым губернатором Северной Каролины, что юридически оформило раздел Каролины на две части.
Некоторые считают этот период временем образования независимых колоний, но официально это произошло только в 1729 году, когда семеро Лордов-собственников продали свои доли в Каролине Короне, и были образованы королевские колонии Северная Каролина и Южная Каролина. Восьмая доля, сэра Джорджа Картерета, была унаследована его правнуком Джоном Картеретом, который сохранил в собственности полосу земли, шириной в шестьдесят миль, вдоль границы Северной Каролины с Виргинией. Эта полоса стала известна как район Гранвилль; после 1729 года она была объектом многочисленных споров, пока в результате войны за независимость США не была конфискована революционным правительством Северной Каролины.
Система правления как во времена Лордов-собственников, так и во времена правления Короны была организована идентично. Различие состояло лишь в том, кто назначал управляющих: лорды-собственники, или Его Величество.

### Джорджия
В 1732 году король Георг II выделил из Южной Каролины провинцию Джорджия.

## Более ранние хартии
30 октября 1629 года король Карл I выдал сэру Роберту Хиту патент на территорию Каролины (землю к югу от 36 градуса и к северу от 31 градуса северной широты), однако Хит не предпринял никаких попыток основать там колонию. Карл I был казнён в 1649 году, а Роберт Хит бежал во Францию, где и умер. После реставрации монархии наследники Хита попытались восстановить свои права на землю, но Карл II решил, что права Хита не являются более действующими.

### Статьи
- Bradford J. Wood. Politics and Authority in Colonial North Carolina: A Regional Perspective (англ.) // The North Carolina Historical Review. — North Carolina Office of Archives and History, 2004. — Vol. 81, iss. 1. — P. 1—37.